# ペンタマイシン
ペンタマイシン（英：Pentamycin）はファンギクロミン（英：fungichromin）とも呼ばれ、マクロライド系抗菌薬である。ペンタマイシンはStreptomyces pentaticusから得られるポリエン系抗真菌薬である。膣カンジダ症、原虫感染症であるトリコモナス症、混合感染症の治療に使用される。3mgのペッサリーを1日1～2回、5～10日間挿入する。また、乾燥粉末吸入システムとして肺アスペルギルス症の治療にも使用されている.。